# Виссотто, Леандро
Леандро Виссотто Невес (порт. Leandro Vissotto Neves; род. 30 апреля 1983) ― бразильский волейболист, игрок бразильской мужской сборной по волейболу и японского клуба Джей-Ти Тандерс, серебряный призёр Олимпийских игр в Лондоне 2012, чемпион мира 2010, серебряный призёр Чемпионата мира 2014, бронзовый призёр Кубка мира по волейболу среди мужчин 2011, многократный медалист Мировой лиги.

## Личная жизнь
Виссотто родился в Рио-де-Жанейро, Бразилия. Жена ― Наталья. В августе 2010 года она родила их первого ребенка, дочь, которую назвали Катарина. 7 сентября 2013 года их вторая дочь, Виктория, родилась в Белу-Оризонти.

## Карьера

### Сборная Бразилии
10 октября 2010 года сборная Бразилии, в числе которой был и Виссотто, завоевала титул чемпионов мира 2010. 12 августа 2012 года Виссотто и его товарищи по команде проиграли в финале Олимпийских игр сборной России (со счётом 2-3) и были награждены серебряными медалями. 21 сентября 2014 года его сборная проиграла сборной Польши в финале Чемпионата мира ( со счётом 1-3) и Виссотто получил свою вторую медаль на этом чемпионате, на сей раз серебряную.

## Спортивные достижения

### Клубы

#### Лига чемпионов ЕКВ
- 2008/2009 ― в составе клуба Трентино
- 2009/2010 ― в составе клуба Трентино

#### Чемпионат мира по волейболу среди клубных команд
- Катар 2009 ― в составе клуба Трентино

#### Национальные чемпионаты
- 2008/2009  Итальянский Чемпионат ― в составе клуба Трентино
- 2009/2010  Итальянский Чемпионат ― в составе клуба Трентино
- 2009/2010  Итальянский Чемпионат ― в составе клуба Трентино

### Сборная

#### Чемпионат мира по волейболу среди юношей
- 2001, Египет

#### Олимпийские игры
- 2012, Лондон

#### Чемпионат Мира ФИВБ
- 2010, Италия
- 2014, Польша

#### Кубок мира по волейболу
- 2011, Япония

#### Всемирный Кубок чемпионов по волейболу
- 2009, Япония

#### Мировая Лига ФИВБ
- 2009, Белград
- 2010, Кордоба
- Гданьск, 2011
- 2013, Мар-дель-плата
- Флоренция, 2014